# Інтергал-Буд
Інтергал-Буд — українська девелоперська компанія. Найбільший девелопер Києва, за підсумками 2020 року.

## Історія
Компанія Інтергал-Буд заснована у 2003 році у Львові.
У 2009 році компанія почала будувати об'єкти у Києві. Першими житловими комплексами були проєкти «Паркові озера» та «Яскравий».
З 2012 року Інтергал-Буд є членом Конфедерації будівельників України. З 2014 року компанія входить до Ради директорів Конфедерації.
У 2018 році спільно з Експоцентром України, Інтергал-Буд почала реалізацію проєкту благоустрою зони відпочинку на території ВДНГ.
У 2019 році Інтергал-Буд почала будівництво в Одесі.
У 2020 році компанія почала співпрацю з компанією Zero Waste, підтримала ініціативу сортування сміття, реновації зелених просторів Києва.
У 2019—2021 роках компанія реставрувала історичну будівлю готелю «Санкт-Петербург» на бульварі Тараса Шевченка.
У 2021 році Інтергал-Буд ініціював проведення футбольного турніру ІНТЕРГАЛ-БУД CUP серед команд мешканців житлових комплексів задля підтримки добросусідських відносин та активного способу життя.
У 2021 у співпраці з Укргазбанком, банком Глобус та Кредобанком, Інтергал-Буд запровадив проєкт кредитування за держпрограмою «Доступна іпотека 7 %» на первинному ринку. Проєкт діє для декількох житлових комплексів компанії у Києві, Львові, Житомирі та Чернівцях.
Інтергал-Буд будує житлові комплекси, бізнес-центри та торговельні об'єкти в Києві, Львові, Чернівцях, Житомирі, Ужгороді, Рівному, Одесі.
У 2021 Дмитро Спітковський, генеральний директор групи компаній «Інтергал-Буд», визнаний одним із трьох кращих топ-менеджерів України в рейтингу журналу «Фокус» у номінації «Нерухомість».

## Нагороди та визнання
- 2010 — компанія увійшла у першу трійку найбільш стійких будівельних компаній України за рейтингом РА «Експерт-Рейтинг»;[13]
- Лауреат загальнонаціоної програми «Людина року-2019»  в номінації «житловий комплекс року»;[14]